# La guerra (commedia)
La guerra è un'opera teatrale in tre atti in prosa di Carlo Goldoni scritta nel 1760 e messa in scena per la prima volta durante il Carnevale di quell'anno nel Teatro San Luca di Venezia. L'autore prese lo spunto da una satira di Salvator Rosa, ugualmente intitolata La guerra.
Il tema militare è abbastanza raro nel teatro goldoniano: prima di quest'opera era stato affrontato nell'intermezzo per musica Il quartiere fortunato del 1744 e nelle commedie L'amante militare del 1751 e L'impostore del 1754.
In questa opera, l'invenzione dell'autore muove verso due direzioni: l'esaltazione dei caratteri militari virtuosi e le caratterizzazioni di alcuni personaggi.

## Trama
Mentre da lontano si odono echi di battaglie e conflitti a fuoco, in proscenio si assiste alle vicende personali di don Egidio e di don Sigismondo (i due comandanti avversari, dal lodevole profilo morale), di donna Italia, di don Mario, del conte Claudio ed anche dei personaggi apparentemente minori quali Orsolina e don Polidoro, un profittatore per il quale la guerra è solamente un affare vantaggioso. Il cuore di donna Florida è diviso tra il sentimento per il soldato don Faustino assediante e l'amore per il padre don Egidio, comandante della fortezza assediata. La scena si sposta continuamente dal campo degli assedianti alla piazza assediata senza che, diplomaticamente, vengano mai nominate le forze in campo. Il lieto fine giungerà con la pace fra gli opposti eserciti e i due comandanti avversari potranno finalmente abbracciarsi felicitandosi entrambi con sincerità per le imminenti nozze tra donna Florìda e don Faustino, mentre l'abietto don Polidoro verrà privato della carica di commissario e di tutti i suoi illeciti guadagni.

## Poetica
Le intenzioni dell'autore sono riassunte dalla battuta finale della commedia, pronunciata da Donna Florida: L'autore di questa commedia si è scordata una picciola cosa. Si è scordato di dire di qual nazione fossero i combattenti, e il nome della piazza battuta. Noi commedianti non possiamo dirlo, senza suo ordine; ma dirò bensì, che poco più, poco meno, tutte le nazioni d'Europa guerreggiano ad una maniera, e sono tutte forti, valorose, intrepide e gloriose; ed auguriamo a tutti la pace, siccome a voi, umanissimi spettatori, preghiamo dal cielo la continuazione di quella tranquillità, che è frutto di sapere, di prudenza e di perfetta moderazione. D'altra parte il commediografo stesso commenta nella prefazione per l'edizione a stampa: Il fine è lietissimo, poiché viene coronato dalla santa pace. Legata a ricordi giovanili (Goldoni fu spettatore di alcuni episodi della Guerra dei sette anni), questa commedia propone vicende di assedi e battaglie, rinunciando però ai facili effetti esotici e puntando su un'acuta ed efficace descrizione della varia umanità che si incontra sul campo di battaglia, con la sua mescolanza di eroismo e di virtù ma pure di vizio.